# En hederlig jul med Knyckertz
En hederlig jul med Knyckertz är SVT:s julkalender 2021, regisserad av Leif Lindblom och skriven av Anders Sparring. Julkalendern är baserad på böckerna om Familjen Knyckertz, som är skrivna av Sparring och illustrerade av Per Gustavsson som även illustrerade papperskalendern.
2023 kom en uppföljare, biofilmen Knyckertz & snutjakten.

## Handling
Elvaåringen Ture Knyckertz vill fira en normal och hederlig jul, något som är svårt när ens familj är tjuvar. Hans pappa Bove har sagt att "så länge ett barn får tillräckligt med kärlek, så kommer kriminaliteten av sig själv". Tures lillasyster Kriminellen är redan en mästertjuv och har lärt sig massor med tjuvtricks, medan Ture känner att han inte passar in i familjen.
Serien utspelar sig på Jorden i ett parallellt universum, och utmärker sig genom frånvaron av mobiltelefoner, TV-apparater och datorer, och handlingen är svår att placera i en specifik tidsperiod.

## Rollista
- Axel Adelöw – Ture Knyckertz
- Paloma Grandin – Ellen "Kriminellen" Knyckertz
- Gizem Erdogan – Fia Knyckertz
- David Sundin – Ove "Bove" Knyckertz
- Gunnel Fred – Stulia Knyckertz
- Nova Tiwana – Sara
- Claes Malmberg – Paul Isman
- Filip Berg – Frank Flink
- David Nzinga – TA Gisslander
- Julia Dufvenius – Hildegun Wagner/Beata von Kophot
- Peter Apelgren – Hobby Barnsley
- Vanna Rosenberg – biskopen Kikki
- Elisabeth Wernesjö – Elisabeth "Byttan Bing Bång"
- Ylva Lööf – Kristina
- Gina-Lee Fahlén Ronander – Lisa
- Marie Robertson – Anne Fink
- Dag Andersson – Achilles Von Knyckertz
- Roger Janson – Killian Von Kophot

## Produktion

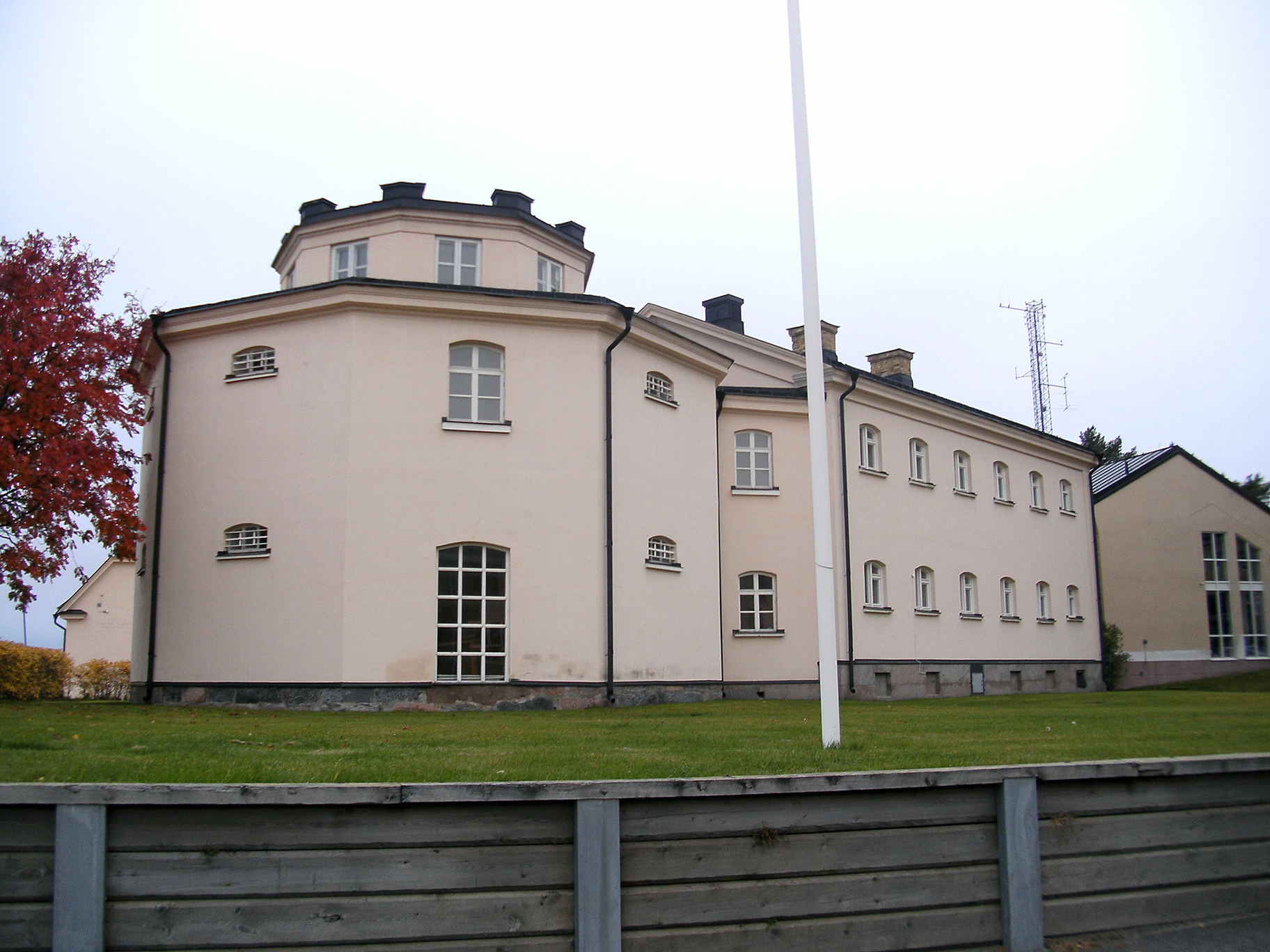
Länsfängelset i Luleå, där fängelsescenerna spelades in.

Inspelningarna av julkalendern påbörjades i slutet av januari 2021 och pågick fram till mitten av april samma år. Detta år spelades julkalendern in i Stockholm, Luleå och Boden, och till stor del i Gammelstads kyrka, Rödbergsfortet och Länsfängelset i Luleå. Utomhusscenerna vid familjens radhuskvarter spelades in på Bergnäset. Majoriteten av inomhusscenerna spelades in i Filmhusets studio i Stockholm. Totalt bestod produktionen av ungefär 35 personer plus skådespelare med en budget på 25 628 226 kronor.

## Mottagande
Julkalendern mottog övervägande positiva recensioner från kritiker och landade på ett snittbetyg på 3,6 på Kritiker.se.